# Labette
Labette es una ciudad ubicada en el condado de Labette en el estado estadounidense de Kansas. En el año 2010 tenía una población de 78 habitantes y una densidad poblacional de 130 personas por km².

## Geografía
Labette se encuentra ubicada en las coordenadas 37°13′49″N 95°11′2″O / 37.23028, -95.18389 (37.230391, -95.183793).

## Demografía
Según la Oficina del Censo en 2000 los ingresos medios por hogar en la localidad eran de $25,000 y los ingresos medios por familia eran $38,750. Los hombres tenían unos ingresos medios de $26,250 frente a los $16,875 para las mujeres. La renta per cápita para la localidad era de $13,677. Alrededor del 24.6% de la población estaban por debajo del umbral de pobreza.